# Codex Guelferbytanus A

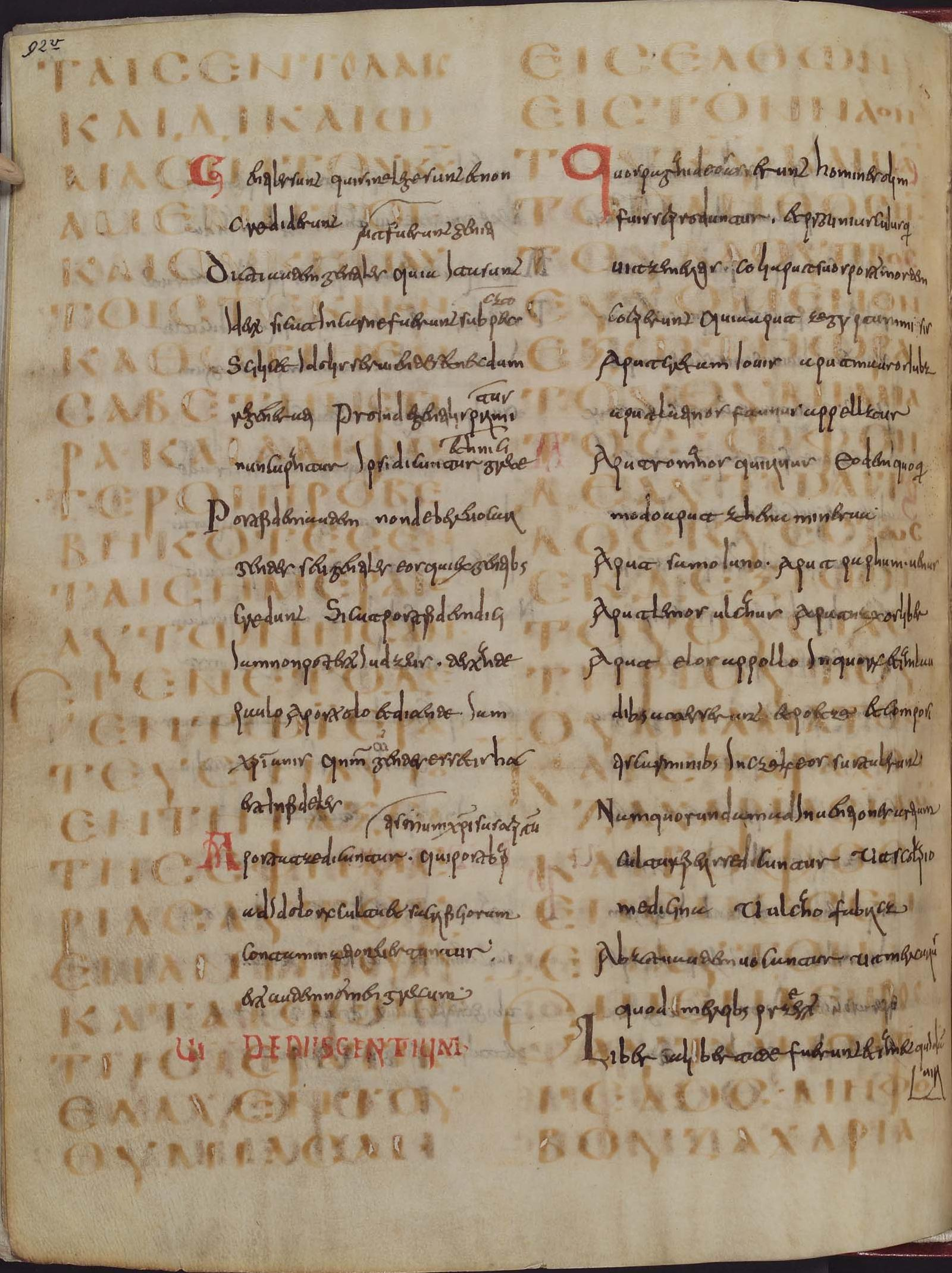
Evangelio de Lucas 1,6-13

El Codex Guelferbytanus A (Wolfenbüttel, Herzog August Bibliothek (Weissenburg 64); Gregory-Aland no. Pe o 024) es un manuscrito uncial del siglo VI. El códice contiene los cuatro Evangelios con lagunas.
El códice consiste de un total de 44 folios de 26,5 x 21,5 cm. El texto está escrito en dos columnas por página, con entre 24 líneas por columna.
Contenido
Evangelio de Mateo 1,11-21 ; 3,13-4,19 ; 10,7-19 ; 10,42-11,11 ; 13,40-50 ; 14,15-15,3.29-39 ;
Evangelio de Marcos 1,2-11 ; 3,5-17 ; 14,13-24.48-61 ; 15,12-37 ;
Evangelio de Lucas 1,1-13 ; 2,9-20 ; 6,21-42 ; 7,32-8:2 ; 8,31-50 ; 9,26-36 ; 10,36-11:4 ; 12,34-45 ; 14,14-25 ; 15,13-16,22 ; 18,13-39 ; 20,21-21,3 ; 22,3-16 ; 23,20-33 ; 23,45-24,1 ; 24,14-37 ;
Evangelio de Juan 1,29-40 ; 2,13-25 ; 21,1-11.
El texto griego de este códice es una representación del tipo textual bizantino. Kurt Aland lo ubicó en la Categoría V.